# 로라타딘
로라타딘(loratadine, 상표명: Claritin 등)은 알레르기 치료에 사용되는 약물이다. 여기에는 알레르기 비염, 두드러기가 포함된다. 충혈 완화제 슈도에페드린와 복합된 로라타딘/슈도에페드린으로 사용할 수도 있다. 구강으로 섭취된다.
일반적인 부작용으로는 졸림, 구강 건조, 두통이 포함된다. 심각한 부작용은 드문 편이며 알레르기, 뇌전증 발작, 간질환이 포함된다. 임신 중에 사용하는 것은 안전한 것으로 간주되지만 폭넓게 연구되지는 않았다. 2살 미만의 어린이에게는 권장되지 않는다. H1 수용체 대항제 계열의 약물에 속한다.
로라타딘은 1981년 발견되었으며 1993년 상용화되었다. 의료제도에 필수적인 가장 효과적이고 안전한 의약품 목록인 WHO 필수 의약품 목록에 등재되어 있다. 로라타딘은 제네릭 의약품으로 구매할 수 있다. 개발도상국의 도매가는 2015년 기준으로 한 도스 당 대략 US$0.01 ~ 0.06에 달한다. 미국 내에서는 일반의약품으로 판매된다.

## 역사
셰링 플라우가 로라타딘을 개발했다.